# Beatriz Taibo
Beatriz Mascaró Taibo (San Telmo, Buenos Aires, Argentina, 10 de marzo de 1932-íd, 2 de marzo de 2019) fue una  primera actriz,  locutora, y comediante argentina.

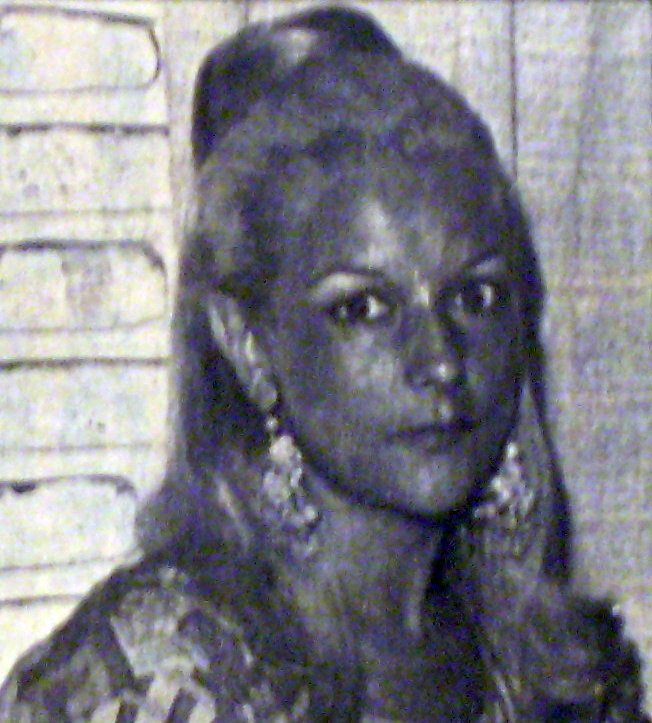
Fotografía de Beatriz Taibo en la revista Gente y la actualidad (año 3, número 141, de abril de 1968).

## Carrera
En 1942 comenzó su carrera artística en la Pandilla Marilyn, y profesionalmente se inició en la radio, como locutora y actriz de radioteatros. De su época de locutora le quedó el mote de «Polilla», por anunciar un matapolillas de la época. Inició su carrera cinematográfica en 1950 en Los millones de Semillita.
En los años 1960 hizo algunos comerciales conocidos como el del jabón Lux.
Participó en 27 películas, entre ellas se encuentran Los Pérez García, Pocholo, Pichuca y yo, Para vestir santos, Amor prohibido, Canuto Cañete y los 40 ladrones y El profesor tirabombas, entre otras.
Actuó con figuras del espectáculo como
Nelly Láinez,
Zully Moreno,
Carlitos Balá,
Osvaldo Miranda,
Jorge Mistral,
Tito Lusiardo,
Tita Merello,
Walter Vidarte,
Guillermo Bredeston,
Luis Sandrini,
Juan Carlos Thorry, entre otros.
Actuó en radio, cine, teatro y televisión.
En 1963 protagonizó la película Un soltero en apuros (en Venezuela). En su larga carrera como actriz obtuvo los
premios Martín Fierro como mejor actriz de comedia en 1964, 1967, 1988,
el premio Bamba (Córdoba) años 1973 y 1978;
Sol de Oro (Termas de Río Hondo), como «mejor actriz de comedia» en 1985, el premio Magacine en 1999, el premio a la trayectoria «Yo amo a la TV» en 1999, el premio a la trayectoria «Atrevidas» en 1999, el premio Nadir en 1999.
En televisión actuó en ciclos como ¡Qué mundo de juguete! y en teleteatros. En los años sesenta, setenta y ochenta participó en teatro y televisión, y se la vio en escasas películas. Realizó su última intervención cinematográfica en 1988 en Atracción peculiar, junto a Alberto Olmedo y Jorge Porcel.
Fue ternada por los periodistas de cine por la película Los Pérez García; como revelación y como mejor actriz de reparto por la película Gringalet en 1950 y 1959. Hizo teatro en la Casa de la Cultura (en San Isidro) con la obra Cuando florece el corazón. Hizo teatro en Montevideo (Uruguay) y en Paraguay.
En televisión fue protagonista, entre otros, de Me llaman gorrión; Alta Comedia; Inconquistable Viviana Hortiguera; La bonita página; Adorable profesor Aldao; Las 24 horas; Juana Rebelde; La comedia del domingo; Gente como la gente; Todos los días la misma historia, etc. En 1981 obtuvo el Premio Konex - Diploma al Mérito en la disciplina «actriz de comedia».
Fue pionera en las temporadas teatrales de Mar del Plata y Villa Carlos Paz, encabezando grandes elencos.
Estrenó la obra Los árboles mueren de pie de Alejandro Casona con el elenco de la Compañía Porteña de Teatro Clásico, integrado por 
Claudia Magnone,
Omar Duval,
Pablo Vaievurd,
Deborah Fideleff,
Julio Gini y
Néstor Hidalgo, bajo la dirección general de Daniel Rodríguez Viera. También realizó funciones de este espectáculo en el Teatro de la Comedia, Teatro El Globo, Teatro El Vitral, Teatro Municipal «Leopoldo Marechal» (de San Miguel) y en los colegios que lo requieren, además de recorrer el país con giras.
La Asociación Argentina de Actores, junto con el Senado de la Nación, le entregó la medalla de los 50 años de asociados 1999.
En 2010 protagonizó para radio Medialunas para dos que el autor Jorge Luis Suárez escribió especialmente para ella en el día en que la radiofonía argentina cumplía 90 años. El radioteatro se emitió en AM 1450 Radio El Sol, dentro del programa Serantes con todo.
Durante el año 2011 estrenó dos espectáculos, la obra teatral ¡Jettatore! (de Gregorio de Laferrère) y el espectáculo infantil La Cenicienta, compartiendo cartel con la bailarina Liliana Belfiore. En ambas ocasiones fue dirigida por Daniel Rodríguez Viera, director de la Compañía Porteña de Teatro Clásico.
Taibo, con la intensa actividad para escuelas que desarrolló desde el año 2010, fue la prueba de que el teatro para colegios también se puede hacer con excelencia y profesionalismo.
El 30 de noviembre de 2011 fue reconocida por la Legislatura del Gobierno de la Ciudad Autónoma de Buenos Aires, como «personalidad destacada de la cultura».
Durante los años 2012 y 2013 continuó actuando con la Compañía Porteña de Teatro Clásico, para colegios y funciones puntuales (Los árboles mueren de pie, y Jettatore).
Durante todo 2014 integró el elenco de la citada compañía.

## Vida privada
Tuvo dos hijos, Raúl Tignanelli (nacido en 1954) y Marcelo Olivero (1965-2004).
Murió el 2 de marzo de 2019, a los 86 años de edad. Sus restos descansan en el Cementerio Jardín del Sol de Partido del Pilar.

## Filmografía
El listado completo de películas donde Beatriz Taibo actuó es el siguiente:
- 1950: Los millones de Semillita (inédita).
- 1950: Los Pérez García.
- 1951: Martín Pescador.
- 1951: Pocholo, Pichuca y yo.
- 1953: Asunto terminado.
- 1953: Las tres claves.
- 1954: El cartero.
- 1955: Sinfonía de juventud.
- 1955: Para vestir santos.
- 1955: Pobre pero honrado.
- 1955: El campeón soy yo.
- 1956: Música, alegría y amor.
- 1957: Fantoche.
- 1958: Amor prohibido.
- 1959: Evangelina.
- 1959: Gringalet.
- 1963: Cuando calienta el sol.
- 1964: Canuto Cañete y los 40 ladrones.
- 1964: Cuidado con las colas.
- 1964: Un soltero en apuros.
- 1966: Escala musical.
- 1966: La buena vida.
- 1967: Cuando los hombres hablan de mujeres.
- 1972: El profesor tirabombas.
- 1982: Los fierecillos indomables.
- 1984: Mingo y Aníbal, dos pelotazos en contra.
- 1988: Atracción peculiar.

## Televisión
| Ficciones | Ficciones                        | Ficciones |
| Año       | Título                           | Personaje |
| --------- | -------------------------------- | --- |
| 1960      | Topaze                           | Jacinta Dupeyrón |
| 1962      | Teleteatro Odol                  | Amelia "Ep: Amelia no vendrá" Hilda "Ep: Un triste perfume a tabaco" Eloísa "Ep: Algo que no fué" |
| 1963      | Teleteatro Palmolive             | Alba "Ep: Dos a quererse" Luján "Ep: El hombre que me negaron" Raquel "Ep: Romeo y Raquel" |
| 1963      | El departamento                  | Gabriela Yankelevich |
| 1964      | Teleteatro Palmolive del aire    | Luciana "Ep: El mismo hombre" Rita "Ep: Tarde para amarnos" Fanny "Ep: El hogar que nos negaron" Débora "Ep: ¿Quién tiene miedo a Tony Uribe?" |
| 1964      | Romeo y Raquel                   | Esperanza Pintos |
| 1965      | Los hermanos                     | Zulema Pagano |
| 1965      | Show Standard Electric           | Mirtha Pérez |
| 1968-1970 | Su comedia favorita              | Viviana Hortiguera "Ep: Adorable profesor Aldao" "Ep: Inconquistable Viviana Hortiguera" |
| 1970      | Uno entre nosotros               | Azucena Cornejo |
| 1970-1994 | Alta comedia                     | Aurora "Ep: La doméstica" Anita "Ep: Nunca mates con caviar" Guadalupe "Ep: Cinco lobitos" Emilia "Ep: El cumpleaños de la señora Capper" Soledad "Ep: El príncipe y la corista" Irene "Ep: Robo a mano armada" Arminda "Ep: Los maridos de mis amigas" Elvira "Ep: Cuando las mujeres pueden a los hombres" Amanda "Ep: Mi marido hoy duerme en casa" Helena "Ep: Dos centavos de esperanza" Camila "Ep: Tesoros en el cielo" |
| 1972      | La comedia del domingo           | Fátima "Ep: Mi mujer es un gran hombre" Silvina "Ep: Amo a una actriz" Alfonsina "Ep: Una cena íntima" Pilar "Ep: Se ruego no enviar flores" Angelina "Ep: Al marido hay que seguirlo" Fernanda "Ep: Amor en Septiembre" María Inés "Ep: Una noche inolvidable" Rosalía "Ep: Los ángeles no deben aterrizar" Norma "Ep: Celos del aire" Paulina "Ep: El novio se llama... Cornelia" Noelia "Ep: Esta noche sí" Irma "Ep: Tenias un lunar, querido" Alejandra "Ep: Mi querida delincuente" Clarisa "Ep: Un caballero encantador" Perla "Ep: Sucedió en París" Catalina "Ep: Catalina no me llores" Martina "Ep: Tiempo de reir, Tiempo de llorar" Agustina "Ep: Yo quiero un marido infiel" |
| 1972      | Me llaman Gorrión                | Rosalía "Gorrión" Morelli |
| 1973      | Humor a la italiana              | Valentina "Ep: Treinta segundos de amor" |
| 1973      | El rosario de plata              | Rosario Oviedo / Andrea Morán |
| 1974      | La comedia brillante             | Varios |
| 1978      | Juana rebelde                    | Juana Heinrich |
| 1979      | Comedias Once                    | Una Margarita para Sebastian - Santiago Bal - Eloisa Cañizares |
| 1980      | Galería                          | Amanda Jaureguiberry |
| 1980      | Fabián 2 Mariana 0               | Lidia Lehmann |
| 1981      | Las 24 horas                     | Alicia "Ep: Veinticuatro horas antes del brindis" |
| 1981      | Matrimonios y algo más           | Mercedes |
| 1982      | Todos los días la misma historia | Andrea Schneider |
| 1989      | Las comedias de Darío Vittori    | Gladys "Ep: Me voy a casa de mi nuera" Teresa "Ep: Mi cuñado se las trae" |
| 1990      | La bonita página                 | Nazarena "Ep: Volvió una noche" |
| 1990      | Teatro para pícaros              | Varios |
| 1993      | El club de los baby sitters      | Dolores "Lola" Álvarez |
| 1993      | María Sol                        | Gabriela Schmidt |
| 1994-1995 | Inconquistable corazón           | Sor Valentina Calabrese |
| 2000      | Los Iturralde                    | Beatriz |